# Supercoppa italiana 1989
La Supercoppa italiana 1989 è stata la 2ª edizione della competizione disputata il 29 novembre 1989 allo stadio Giuseppe Meazza di Milano. La sfida fu disputata tra l'Inter, vincitrice della Serie A 1988-1989, e la Sampdoria, detentrice della Coppa Italia 1988-1989.
A conquistare il titolo è stata l'Inter che ha vinto la partita per 2-0.

## Partecipanti
| Squadre   | Qualificazione                         | Partecipazioni precedenti (il grassetto indica la vittoria) |
| --------- | -------------------------------------- | ----------------------------------------------------------- |
| Inter     | Vincitore della Serie A 1988-1989      | Nessuna                                                     |
| Sampdoria | Vincitore della Coppa Italia 1988-1989 | 1 (1988)                                                    |

## Tabellino
| Arbitro: | Longhi (Roma) |

|                       |           |  |
| Cucchi 37’ Serena 86’ | Marcatori |  |

| Inter | Sampdoria |

### Formazioni
| Inter:              |    |                     |
|                     |    |                     |
| POR                 | 1  | Walter Zenga        |
| DC                  | 2  | Giuseppe Baresi (c) |
| TS                  | 3  | Andreas Brehme      |
| CEN                 | 4  | Gianfranco Matteoli |
| DC                  | 5  | Giuseppe Bergomi    |
| LIB                 | 6  | Corrado Verdelli    |
| CLD                 | 7  | Alessandro Bianchi  |
| CEN                 | 8  | Nicola Berti        |
| ATT                 | 9  | Dario Morello       |
| CEN                 | 10 | Enrico Cucchi       |
| ATT                 | 11 | Aldo Serena         |
| Allenatore:         |    |                     |
| Giovanni Trapattoni |    |                     |

| Sampdoria:     |    |                     |  |     |
|                |    |                     |  |     |
| POR            | 1  | Gianluca Pagliuca   |  |     |
| DC             | 2  | Moreno Mannini      |  |     |
| CEN            | 3  | Giovanni Invernizzi |  |     |
| TS             | 4  | Fausto Pari         |  |     |
| DC             | 5  | Pietro Vierchowod   |  |     |
| LIB            | 6  | Srečko Katanec      |  | 45’ |
| CLD            | 7  | Attilio Lombardo    |  | 57’ |
| CEN            | 8  | Toninho Cerezo      |  |     |
| ATT            | 9  | Gianluca Vialli     |  |     |
| ATT            | 10 | Roberto Mancini (c) |  |     |
| CEN            | 11 | Giuseppe Dossena    |  |     |
| Sostituzioni:  |    |                     |  |     |
| TS             | 13 | Amedeo Carboni      |  | 57’ |
| CEN            | 14 | Víctor Muñoz        |  | 45’ |
| Allenatore:    |    |                     |  |     |
| Vujadin Boškov |    |                     |  |     |